# سنجاي كومار راي
سنجاي كومار راي (بالإنجليزية: Sanjay Kumar Rai)‏ هو منافس ألعاب قوى هندي، ولد في 1 مايو 1979.

## وصلات خارجية
- سنجاي كومار راي على موقع الاتحاد الدولي لألعاب القوى (الإنجليزية)
- سنجاي كومار راي على موقع اللجنة الأولمبية الدولية (الإنجليزية)
- سنجاي كومار راي على موقع أوليمبيديا (الإنجليزية)